# Конвой (Огайо)
Конвой (англ. Convoy) — селище (англ. village) в США, в окрузі Ван-Верт штату Огайо. Населення — 1012 особи (2020).

## Географія
Конвой розташований за координатами 40°55′2″ пн. ш. 84°42′21″ зх. д. / 40.91722° пн. ш. 84.70583° зх. д. (40.917347, -84.705932).  За даними Бюро перепису населення США в 2010 році селище мало площу 1,46 км², з яких 1,45 км² — суходіл та 0,00 км² — водойми.

## Демографія
Згідно з переписом 2010 року, у селищі мешкало 1085 осіб у 411 домогосподарстві у складі 277 родин. Густота населення становила 746 осіб/км².  Було 459 помешкань (315/км²).
Расовий склад населення:
| - 97,2 % — білих - 0,4 % — чорних або афроамериканців - 0,2 % — корінних американців - 0,1 % — азіатів |

До двох чи більше рас належало 1,3 %. Частка іспаномовних становила 2,6 % від усіх жителів.
За віковим діапазоном населення розподілялося таким чином: 30,0 % — особи молодші 18 років, 54,6 % — особи у віці 18—64 років, 15,4 % — особи у віці 65 років та старші. Медіана віку мешканця становила 35,2 року. На 100 осіб жіночої статі у селищі припадало 85,5 чоловіків;  на 100 жінок у віці від 18 років та старших — 83,8 чоловіків також старших 18 років.
Середній дохід на одне домашнє господарство  становив 54 782 долари США (медіана — 55 602), а середній дохід на одну сім'ю — 55 978 доларів (медіана — 51 625). За межею бідності перебувало 14,8 % осіб, у тому числі 20,8 % дітей у віці до 18 років та 2,1 % осіб у віці 65 років та старших.
Цивільне працевлаштоване населення становило 576 осіб. Основні галузі зайнятості: виробництво — 37,2 %, освіта, охорона здоров'я та соціальна допомога — 14,1 %, мистецтво, розваги та відпочинок — 10,4 %, будівництво — 7,8 %.